# Fairview (Kansas)
Fairview es una ciudad ubicada en el de condado de Brown en el estado estadounidense de Kansas. En el año 2010 tenía una población de 260 habitantes y una densidad poblacional de 325 personas por km².

## Geografía
Fairview se encuentra ubicada en las coordenadas 39°50′24″N 95°43′39″O / 39.84000, -95.72750 (39.839885, -95.727369).

## Demografía
Según la Oficina del Censo en 2000 los ingresos medios por hogar en la localidad eran de $31,250 y los ingresos medios por familia eran $51,607. Los hombres tenían unos ingresos medios de $33,333 frente a los $17,917 para las mujeres. La renta per cápita para la localidad era de $22,789. Alrededor del 9.7% de la población estaban por debajo del umbral de pobreza.